# گلین‌اله‌مراد
گلین‌اله‌مراد، روستایی از توابع دهستان دیره در بخش مرکزی شهرستان گیلانغرب در استان کرمانشاه ایران است و مردم این روستا پیرو مذهب شیعه هستند و به زبان کردی و گویش کلهری صحبت میکنند.

## جمعیت
این روستا در دهستان دیره قرار دارد و براساس سرشماری مرکز آمار ایران در سال ۱۳۸۵، جمعیت آن ۱۲۱ نفر (۲۸خانوار) بوده‌است.